# Правила за имена на астрономически обекти
В древността, само Слънцето, Луната, ярките планети, най-ярките звезди и галактиката Андромеда са имали собствени имена. След изобретяването на телескопа през 1609 са били открити множество нови тела, които са били произволно наименувани от откривателите им. Днес, астрономите признават авторирета на Международния астрономически съюз, който единствен има право да утвърждава имена на небесни обекти.
Решенията на Международния астрономически съюз се вземат от Общи събрания, на които са представени астрономи от на практика всички астрономически институти по света, които се провеждат на всеки 3 години.

## Имена на звезди
Според решенията на Международния астрономически съюз, звездите, освен по исторически причини, нямат собствени имена. Често се обозначават с номер и името на съответния каталог. Легално е и обозначението гръцка буква + трибуквено съкращение на съзвездието, в което се намират.
Звездите, които имат собствени имена, са най-често именувани от арабите, което отразява водещата им роля в астрономията в Средновековието. Много малко звезди са именувани на хора.
Интернет-сайтовете, предлагащи именуване на звезди срещу заплащане, са очевидно мошенически.

## Съзвездия
Съществуват 88 съзвездия с граници, фиксирани през 1930 от Йожен Жозеф Делпорт и приети от Международния астрономически съюз през 1932. Голяма част от тях носят имена на герои от древногръцката митология (Орион, Персей, Херкулес), други, предимно тези от Южното небесно полукълбо, са именувани на инструменти, продукти на научно-техническия прогрес от 17 – 19 век (Телескоп, Микроскоп, Прав ъгъл). Малка част от имената идват от други митологии. В днешно време, нови съзвездия не се обособяват.

## Свръхнови
Свръхновите получават код от вида SN 2006 ue, където SN е съкращение от свръхнова (supernova), следва годината им на откриване, с четири цифри и накрая е поредността им, изразена в латински букви. Първите 26 свръхнови се обозначават от a до z, след което следват aa, ab, ac,...,az,ba,...,bz,...za,...zz. Последната свръхнова за 2006 е SN2006ue, което означава, че това е 551-вата (никоя от тези свръхнови не е в нашата галактика) свръхнова за 2006 (рекордна година!).

## Галактики, мъглявини, звездни купове
Както и звездите, галактиките и мъглявините нямат собствени имена, освен мъглявините Лагуна, Гира, звездния куп Плеяди, галактиката Андромеда и неколцина други. Най-често се обозначават с номера си в съотвения каталог, например (Каталог на Месие или Нов общ каталог)

## Планети и планети-джуджета
Планетите се именуват на Римски божества. Земята се именува от различните народи според езика им (The Earth, La Terre, Земля). Повечето планети са познати от древността, освен Уран, открит от Уилям Хершел през 1781 и Нептун, през 1846, от Йохан Готфрид Гале, на основа на изчисленията на Урбан Льо Верие.
Плутон, Церера и Ерида, обособени в нов клас – планети-джуджета, следват тази традиция. Ерида, последната открита от планетите-джуджета, е кръстена на богинята на раздора в Римската митология, поради настъпилия раздор сред астрономите за дефиницията за планета.

## Комети
Кометите се именуват на откривателите им (Халеевата комета, кометата Шумейкър-Леви 9). Числото след името обозначава поредната комета, открита от този наблюдател. От 1995 съществува и нов начин за именуване на комети, например C/1969 Y1. Възможните представки са C/ за непериодична комета, P/ периодична, X/ за комета, за която няма достатъчно данни, D/ за изгубена или разрушена комета. Следващите четири цифри са годината на откриване, следвани от буква, обозначаваща двуседмичието и поредността на кометата. Така, P/2006 D4 е периодична комета, открита през 2006, през втората половина на февруари и е четвъртата комета за тези две седмици.

## Астероиди
Веднага след докладване на първите наблюдения, на астероида се дава временно обозначение, например 2003 UB313, където 2003 е годината, първата от двете букви указва момента от годината, в който е открит астероида, а втората буква и номера указват броя открити преди този астероиди в същия отрязък на годината. Например, първият открит астероид на 1 януари 2009 би имал номер 2009 AA, вторият 2009 AB и така до 2009 AZ. Следващия, след 2009 AZ би имал номер 2009 AA1, следващия 2009 AA2 и т.н., докато не прекрачим във втората половина на януари. Първият открит астероид през втората половина на януари 2009 би имал временно обозначение 2009 BA, а за следващите се прилага същата схема. Например, Седна е имала временно обозначение 2003 VB12, което означава, че е открита през първата половина на ноември 2003 и че е 302-рия (B->2 + 12*25 = 302) астероид, открит през първата половина на ноември.
След като орбитата на астероида се уточни (изчислят се точно орбиталните параметри, което става след множество наблюдения, от различни източници, с цел да се осигурят достатъчно данни за предизчисляване на бъдещите положения на астероида) и се установи, че действително става въпрос за нов астероид, му се дава постоянен номер, след което на астероида може да се даде име.
Имената на астероидите се дават от откривателите им, по тяхна преценка, и се утвърждават от Комитета за именуване на малките тела към Международния астрономически съюз. Имената, все пак, трябва да отговарят на определени условия, със задължителното одобрение на Комитета за именуване.
Имената не са окончателни, до утвърждаването им от общите събрания на Международния астрономически съюз. Десетина астероида носят български имена, между които Васил Левски (204831 Левски) и Христо Ботев 225238 Христо Ботев. Голяма част от тях са открити от българи (Само Владимир Шкодров, Виолета Иванова (БАН) и Филип Фратев от Zvezdno Obshtestvo Observatory са откриватели на астероиди, утвърдени на общо събрание на МАС). Астероидът 2575 България е открит от руската астрономка Тамара Смирнова през 1970.